# Achssenke

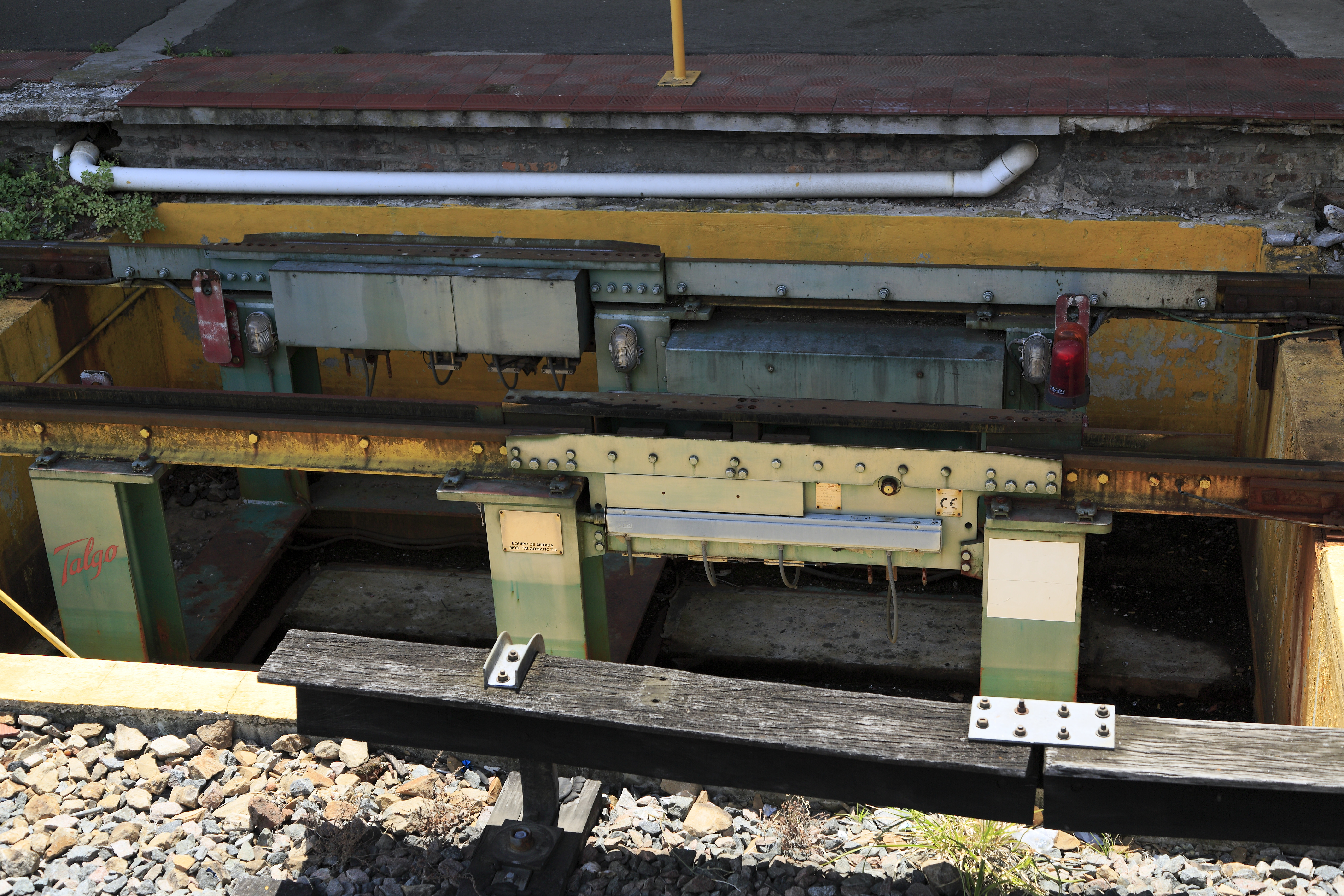
Achssenke auf dem Bahnhof Federico Lacroze

Eine Achssenke oder auch Radsatzsenke ist eine Einrichtung, die in Bahnbetriebswerken und bei Herstellern von Eisenbahnfahrzeugen zum Einsatz kommt. 
Mit Hilfe der Achssenke können einzelne Radsätze oder Drehgestelle eines Fahrzeugs abgesenkt werden, um sie zu überholen oder auszutauschen, ohne das Fahrzeug anzuheben. Die Achssenke ist in der Regel in einer quer zur Fahrtrichtung angeordneten Grube zwischen den Gleisen eingebaut und besteht aus einem fahrbaren Gestell, welches mit einer Senk- und Hubvorrichtung ausgerüstet ist. Die senkrechte Bewegung erfolgt elektrisch oder hydraulisch durch Gewindespindeln, Scherenhubtische oder Hydraulikzylinder.